# Ángel Servetti
Ángel Servetti Ares, militar, contador público y político uruguayo afín al Partido Colorado.
Integró el Ejército Nacional, alcanzando el grado de teniente coronel.
También estudió y se graduó como contador público en la Universidad de la República.
Ya retirado del ejército, en 1967 el presidente Oscar Gestido, viejo compañero de armas, lo nombra como interventor al frente de Conaprole.
Durante la presidencia de Jorge Pacheco Areco, presidió la recién creada Coprin, encargada del contralor de precios e ingresos.
El 26 de octubre de 1971 es transferido a la Oficina de Planeamiento y Presupuesto, que dirigió hasta el final del mandato de Pacheco.
En 1972, el presidente Juan María Bordaberry lo nombra al frente del Ministerio de Obras Públicas, titularidad que ejerce hasta el 11 de julio de 1973, días después del advenimiento del golpe de Estado.